# Vime
Vime so mlečne žleze pri živini in pri drugih sesalcih. Vime se popolnoma oblikujejo pri ženskem spolu. Od vseh živali ima krava sorazmerno največje vime. So najpomembnejši del pri proizvodnji mleka. Spada v skupino kožnih žlez, po svoji histološki zgradbi pa spada v vrsto tubulo-alveolarnih žlez. Vnetje vimen imenujemo mastitis.

## Anatomija in fiziologija
Vime so sestavljene iz parenhima, kapsule in intersticija. Parenhim vsebuje mlečne alveole, iz katerih se izloča mleko. Od tam naprej mleko skozi žlezne tubule doseže rezervoarje za mleko, kjer se nabira. Mleko izvira iz vimena zaradi sesanja ali molže skozi sesalni kanal.
Vimen v krave in kobile sestavljajo štirje kompleksi žlez. Krave imajo 4 vime z odprtinami, ovčje in kozje pa dve. Ovčji in kozji vimeni so sestavljeni iz dveh žlezastih kompleksov in dveh po dva.